# Wilhelm Ruthe

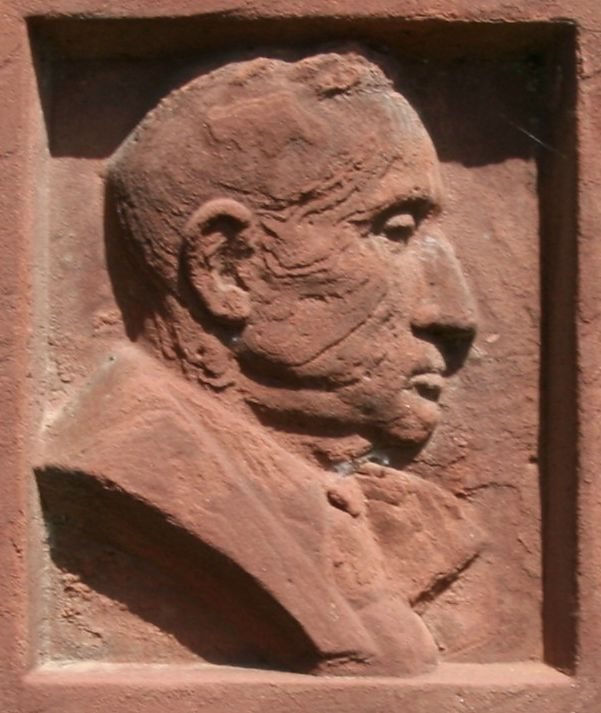
Wilhelm Ruthe. Detail des Denkmals im Hattenheimer Mannberg

Wilhelm Ruthe (* 30. September 1865 in Jahnsfelde; † 23. November 1954 in Wiesbaden) war ein deutscher Weinhändler.
Ruthe betrieb eine Weingroßhandlung in Wiesbaden und war Hoflieferant für den Kaiser. Er war Vorsitzender der Rheingauer Weinhändlervereinigung und Pächter des Weinsalons im Kurhaus Wiesbaden. Dort trug er ein umfangreiches Flaschenmuseum zusammen.
Im Rheingau an der Landstraße zwischen Erbach und Hattenheim, ließ die Rheingauer Weinhändlervereinigung im Hattenheimer Mannberg zu seinen Ehren ein Denkmal errichten.

## Ehrungen
- 1953: Verdienstkreuz am Bande der Bundesrepublik Deutschland